# Myrmekia karykines
Myrmekia karykines är en mångfotingart som beskrevs av Carl Graf Attems 1898. Myrmekia karykines ingår i släktet Myrmekia och familjen orangeridubbelfotingar. Inga underarter finns listade i Catalogue of Life.